# 自衛尊ナミ
自衛尊 ナミ（じえいそん ナミ、1987年12月28日 - ）は、日本の女優。ホラー系の映画と芝居を表現活動の主軸としている。劇団中村家所属。
大阪府出身。血液型B型。身長165cm。

## 来歴・人物
自衛尊ナミの芸名は、映画『13日の金曜日』の殺人鬼ジェイソンから付けられた。
所属劇団の中村家では看板役者として、主にホラー系の芝居を演じる。『A3DTV』では不思議な3Dテレビを手に入れ、それを使ってゾンビ映画を観たばかりに友達を巻き込んでしまうホラー映画大好きな子・榊原茜役を自ら演出。劇中では、ゾンビと戦う時にはサカキバーラ・アッカネという2面性のある役を演じた。
映画『サンズ SUN OF THE DEAD』では阿見松ノ介が開催したワークショップに参加し、オーディションにてナミ役に抜擢される。
阿見松ノ介は彼女のオーディション演技を見て高く評価し、ホラー映画におけるコミカルな部分を担当させた。彼の次回作『霊能力』と『ライトノベル作家の殺し方』にも準主役で出演した。

## 出演

### 舞台
- A3DTV（2011年1月、劇団中村家） - 主演・榊原茜 役。演出兼任。

### 映画
- サンズ SUN OF THE DEAD（2011年10月、WHDジャパン、監督：阿見松ノ介） - ナミ 役
- 霊能力（2011年12月、WHDジャパン、監督：阿見松ノ介） - 長谷川恵美 役
- ライトノベル作家の殺し方（2012年4月、WHDジャパン、監督：阿見松ノ介） - 仲村幸 役